# Asks församling, Linköpings stift
Asks församling var en församling i Linköpings stift inom Svenska kyrkan i  Motala kommun i Östergötlands län. Församlingen uppgick 2008 i Fornåsa församling.
Församlingskyrka är Asks kyrka. 

## Administrativ historik
Församlingen har medeltida ursprung. 
Församlingen var annexförsamling till 1 maj 1922 i omväxlande pastoratet Vinnerstad och Ask (1558–1578, 1601–1699) och pastoratet Ekebyborna och Ask (–1558, 1578–1601, 1699–1922). Från 1 maj 1922 till 1962 var församlingen annexförsamling i pastoratet Varv och Styra, Ekebyborna och Ask. Från 1962 till 2008 var den annexförsamling  i pastoratet Fornåsa, Lönsås, Ekebyborna och Ask som 1974 utökades med Älvestads församling. Den 1 januari 2008 uppgick församlingen i Fornåsa församling.
Församlingskod var 058312.

## Komministrar
Lista över komministrar i Asks församling. Prästbostaden hette Prästkulla och låg 2,5 kilometer från Ulfåsa järnvägsstation.
| Ämbetstid | Namn                     | Levnadstid | Övrigt                                           |
| --------- | ------------------------ | ---------- | ------------------------------------------------ |
| 1593      | Jonas                    |            |                                                  |
| 1673-1719 | Nicolaus Arnelius        | -1719      |                                                  |
| 1713-1750 | Johan Gomerus            | 1677-1750  |                                                  |
| 1750-1769 | Anders Askeblad          | 1711-1772  | Senare kyrkoherde i Ekebyborna församling.       |
| 1770-1782 | Petrus Mauritius         | 1728-1782  |                                                  |
| 1783-1801 | Anders Olof Lunnerqvist  | 1748-1805  | Senare kyrkoherde i Östra Hargs församling.      |
| 1802      | Jonas Ekelöf             |            | Senare kyrkoherde i Veta församling.             |
| 1810-1826 | Johan Schenling          | 1775-1826  |                                                  |
| 1827-1861 | Johan Erik Enholm        | 1789-1861  |                                                  |
| 1861      | Johan August Ahlberg     |            | Senare kyrkoherde i Drothems församling.         |
| 1863      | Isak Peter Alfred Amnell |            | Senare komminister i Kvillinge församling.       |
| 1871      | Karl Theodor Appelqvist  |            | Senare kyrkoherde i Norrköpings landsförsamling. |
| 1877-1882 | Anders Oskar Söderström  | 1845-      | Senare komminister i Motala församling.          |
| 1882-1888 | Frans Oskar Fransén      | 1854-      | Senare kyrkoherde i Varvs församling.            |
| 1888-1889 | Teodor Lindhagen         | 1863-1923  | Senare kyrkoherde i Engelbrekts församling.      |
| 1889-1897 | Anders Gustaf Nylund     | 1839-1897  |                                                  |
| 1898–1914 | Karl Axel Påhlman        | 1872–1937  | Senare kyrkoherde i Röks församling.             |

## Klockare, organister och kantorer
| Ämbetstid | Namn                            | Levnadstid | Kommentarer                       |
| --------- | ------------------------------- | ---------- | --------------------------------- |
| 1703–1710 | Jöns                            | –1710      | Klockare                          |
| 1723–1736 | Sven Danielsson                 | –1738      | Klockare                          |
| 1736–1739 | Johan Hansson                   | 1702–1744  | Klockare                          |
| 1740–1744 | Jon Larsson                     | 1702–      | Klockare                          |
|           | Lars Johansson                  |            |                                   |
| 1760      | Petter Andersson Palmgren       |            | Klockare (vikarie)                |
| 1759–1765 | Anders Arnelius (Arnell)        | 1698–      | Klockare                          |
| 1768–1791 | Johan Palmgren                  | 1738–1791  | Klockare                          |
|           | Carl Palmgren                   | 1772–      | Klockare (vikarie)                |
| 1792–1810 | Carl Hammarberg                 | 1760–1810  | Klockare                          |
| 1811–1815 | Nils Peter Ekström              | 1782–1815  | Klockare                          |
| 1815–1817 | Magnus Persson                  |            | Klockare                          |
| 1848–1860 | Johan Åhlström                  | 1824–1958  | Organist                          |
| 1817–1862 | Samuel Kindahl                  | 1774–1862  | Klockare                          |
| 1863–1894 | Johan Lindqvist                 | 1832–      | Klockare, organist och skollärare |
| 1894–1902 | Erik Wilhelm Axelsson Svanegård | 1866–1937  | Klockare, organist och skollärare |
| 1904–1907 | Johan Axel Jonsson              | 1881–      | Klockare, organist och skollärare |
| 1908–1939 | Ernst Petersson                 | 1879–1961  | Klockare, organist och skollärare |
| 1940–1946 | Olof Östblom                    | 1902–1992  | Klockare, organist och skollärare |
| –1960     | Piere Teodorsson                | 1916–1989  | Klockare, organist och skollärare |